# جان آرمسترانگ جونیور
جان آرمسترانگ جونیور (به انگلیسی: John Armstrong, Jr.) سناتور سابق عضو حزب دموکرات-جمهوری‌خواه بود. وی در سال ۱۸۰۰ تا ۱۸۰۲ و ۱۸۰۳ تا ۱۸۰۴ میلادی سناتور ایالت نیویورک در سنای ایالات متحده آمریکا بود.